# Humans
Humans (graphie HUM∀NS) est une série télévisée américano-britannique de science-fiction créée par le duo de Sam Vincent et Jonathan Brackley, basée sur la série suédoise Äkta människor (Real Humans : 100 % humain), et diffusée entre le 14 juin 2015 et le 5 juillet 2018 sur Channel 4, et aux États-Unis entre le 28 juin 2015 et le 17 juillet 2018 sur AMC.
En France, la série est diffusée depuis le 27 août 2016 sur HD1, et au Québec, elle est diffusée depuis mai 2017 sur la plateforme web ICI TOU.TV. Néanmoins, elle reste inédite dans les autres pays francophones.

## Synopsis
La série se déroule dans un présent alternatif où la technologie a permis de créer les Synthétiques (souvent abrégé par Synthèt), des robots domestiques qui obéissent aux humains. Certains d'entre eux semblent mystérieusement doués d'une conscience et d'un libre arbitre.

## Distribution

### Acteurs principaux

#### Les humains
- Colin Morgan (VF : Jean-Christophe Dollé) : Leo Elster
- Lucy Carless (VF : Charlotte Campana) : Mattie Hawkins
- Pixie Davis (VF : Maryne Bertieaux) : Sophie Hawkins
- Tom Goodman-Hill (VF : Pierre Tessier) : Joe Hawkins
- Neil Maskell (VF : Bruno Magne) : D.S. Pete Drummond
- Katherine Parkinson (VF : Marine Jolivet) : Laura Hawkins
- Theo Stevenson (en) (VF : Gabriel Bismuth-Bienaimé) : Toby Hawkins
- Danny Webb (VF : Patrick Béthune) : Professeur Edwin Hobb
- Carrie-Anne Moss (VF : Danièle Douet) : Dr Athena Morrow (saison 2)
- Sam Palladio (VF : Stanislas Forlani) : Ed (saison 2)
- Marshall Allman (VF : Benjamin Boyer) : Milo Khoury (saison 2)
- Manpreet Bachu (VF : Nathanel Alimi) : Harun Khan (saison 1)
- Jill Halfpenny (en) (VF : Ariane Deviègue) : Jill Drummond (saison 1)
- William Hurt (VF : Féodor Atkine) : Dr George Millican (saison 1)

#### Les synthétiques
- Ivanno Jeremiah (en) (VF : Diouc Koma) : Max
- Gemma Chan (VF : Caroline Victoria) : Anita / Mia
- Emily Berrington (VF : Ingrid Donnadieu) : Niska
- Ruth Bradley (VF : Sophie Riffont) : D.I. Karen Voss
- Will Tudor (VF : Gwendal Anglade) : Odi
- Sonya Cassidy (VF : Sandrine Moaligou) : Hester (saison 2)
- Jack Derges (en) (VF : Maxime Beaudoin) : Simon (saison 1)
- Sope Dirisu (VF : Namakan Koné) : Fred (saison 1)
- Rebecca Front (VF : Sylvie Genty) : Vera (saison 1)

### Acteurs récurrents
- Ellen Thomas (en) (VF : Pascale Vital) : Lindsey Kiwanuka
- Jonathan Aris (VF : Cédric Barbereau) : Robert
- Stephen Boxer (en) : Dr David Elster
- Spencer Norways : Leo Elster, jeune
- Letitia Wright (VF : Youna Noiret) : Renie (saison 2)
- Bella Dayne (VF : Aurélie Youlia) : Astrid (saison 2)

 Source et légende : version française (VF) sur RS Doublage et DSD

## Production
Le 20 mai 2019, la série est annulée.

## Épisodes

### Première saison (2015)
1. Entrée en matière (Episode 1)
2. Changement de programme (Episode 2)
3. Rétablir les connexions (Episode 3)
4. L'Analogie du numérique (Episode 4)
5. Erreurs systèmes (Episode 5)
6. Passé retrouvé (Episode 6)
7. Sauver sa peau (Episode 7)
8. Réveiller les consciences (Episode 8)

### Deuxième saison (2016)
Le 31 juillet 2015, la série a été renouvelée pour une deuxième saison de huit épisodes, diffusée à partir du 30 octobre 2016 au Royaume-Uni, le 13 février 2017 aux États-Unis et à partir du 28 juillet 2017 en France sur HD1
1. L'Éveil des sens (Episode 1)
2. Mêmes droits, mêmes travers (Episode 2)
3. Une preuve de vie (Episode 3)
4. Les Vases communicants (Episode 4)
5. Être ou ne pas être humain (Episode 5)
6. Le Séraphin (Episode 6)
7. Suivre son instinct (Episode 7)
8. Confrontations (Episode 8)

### Troisième saison (2018)
Le 28 mars 2017, la série a été renouvelée pour une troisième saison de huit épisodes, diffusée depuis le 17 mai 2018 au Royaume-Uni et le 5 juin 2018 sur AMC.
1. Les yeux oranges[réf. nécessaire] (Episode 1)
2. Portes closes (Episode 2)
3. L'heure des choix (Episode 3)
4. Un pas vers la paix (Episode 4)
5. Face à la mort (Episode 5)
6. Le feu aux poudres (Episode 6)
7. Opération Basswood (Episode 7)
8. La clé de l'avenir (Episode 8)

## Audiences

### Royaume-Uni
La première saison a séduit en moyenne 5,36 millions de téléspectateurs.[réf. souhaitée]
La deuxième a séduit en moyenne 2,15 millions de téléspectateurs.[réf. souhaitée]

### États-Unis
La première saison a séduit en moyenne 1,18 million de téléspectateurs.[réf. souhaitée]
La deuxième saison a séduit en moyenne 460 000 téléspectateurs.

### En France
La première saison a séduit en moyenne 198 000 téléspectateurs.
- 244 000 soit 1,4 % le 27 août 2016[12]
- 166 000 soit 0.9% le 3 septembre 2016[réf. souhaitée]
- 184 000 soit 1% le 10 septembre 2016[réf. souhaitée]

La deuxième saison a séduit en moyenne 146 750 téléspectateurs.
- 167 000 soit 0,9 % le 28 juillet 2017[12]
- 124 000 soit 0,7 % le 4 août 2017
- 175 000 soit 0,9 % le 11 août 2017
- 121 000 soit 0,6 % le 18 août 2017